# Drama psicológico

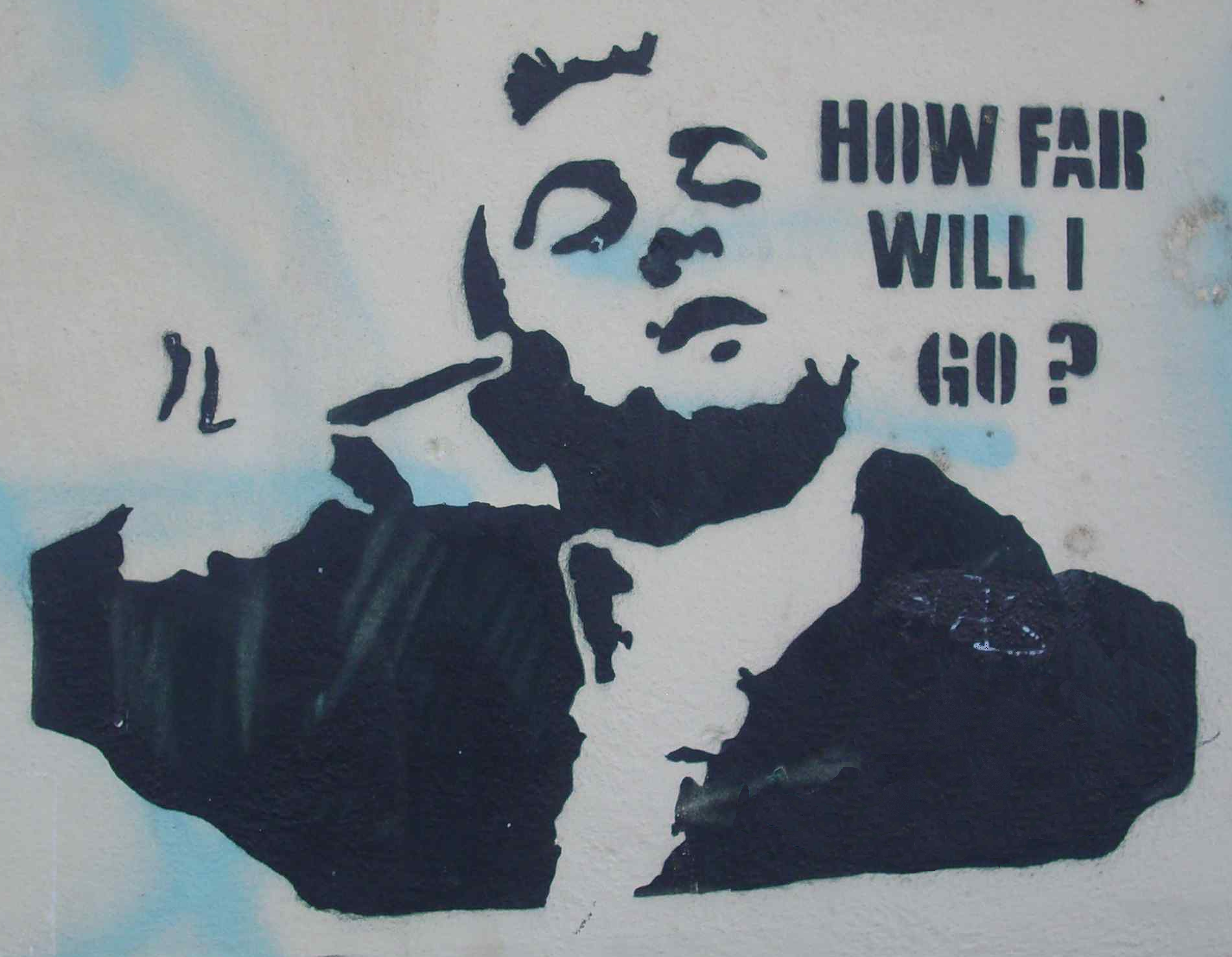
Plantilla de Travis Bickle ("Taxi Driver") en Ratisbona, Alemania.

El drama psicológico o psicodrama es un subgénero del drama que pone énfasis en elementos psicológicos. A menudo se superpone con otros géneros como el crimen, la fantasía, la comedia negra y la ciencia ficción, y está estrechamente relacionado con los géneros de terror psicológico y suspenso psicológico . Los dramas psicológicos utilizan los tropos de estos géneros para centrarse en la condición humana y los efectos psicológicos, generalmente en un tono maduro y serio.
Los dramas psicológicos exploran elementos temáticos como el abandono, los problemas de la mayoría de edad, el negacionismo, la discapacidad, las secuencias distorsionadas, las relaciones disfuncionales, la sexualidad humana, los trastornos mentales, los cambios de humor, los comportamientos extraños, el trastorno de estrés postraumático, el abuso psicológico, el arte psicodélico, temas sociales y otras discusiones serias que resaltaron la interpretación de los personajes.

## Cineastas conocidos
- Paul Thomas Anderson: cineasta estadounidense conocido por sus representaciones de personajes defectuosos y su exploración de temas como familias disfuncionales, alienación, soledad y redención. Sus dramas psicológicos conocidos incluyen Magnolia (1999), There Will Be Blood (2007), [3] y The Master (2012). [4]
- Hideaki Anno: un cineasta japonés cuyo trabajo más conocido, Neon Genesis Evangelion, profundiza en temas psicológicos intensos en su segunda mitad. [5]
- Darren Aronofsky: cineasta estadounidense, conocido por dirigir algunos de los dramas psicológicos más notoriamente viscerales del siglo XXI, como la película clásica de culto Requiem for a Dream (2000), [6] y otros que fueron objeto del resurgimiento de la carrera del actor. y aborda temas melodramáticos y surrealistas en películas como El luchador (2008), Black Swan (2010), Mother! (2017) y La ballena (2022). [7] [8]
- Ingmar Bergman: cineasta sueco, considerado por muchos como uno de los mejores directores del cine europeo, que aplicó su visión creativa y vanguardista [9] a películas de drama psicológico como Persona (1966). [10]
- Bernardo Bertolucci: cineasta italiano conocido por explorar "las relaciones sexuales entre personajes atrapados en una crisis psicológica", como en su película erótica El último tango en París (1972). [11]
- Sofia Coppola: cineasta estadounidense, hija de Francis Ford Coppola, conocida por películas de drama psicológico como Las vírgenes suicidas (1999) [12] y Lost in Translation (2003). [13]
- Alejandro González Iñárritu: cineasta mexicano que ha dirigido numerosas películas que se centran en aspectos de la condición humana, en particular la trilogía La muerte; Amores perros (2000), 21 gramos (2003) y Babel (2006), además de su cuarto largometraje, Biutiful (2010). [14]
- Charlie Kaufman: director y guionista estadounidense que exploró temas universales como la crisis de identidad, la mortalidad y el significado de la vida a través de un marco metafísico o parapsicológico, como se muestra en películas como sus trabajos como director, Synecdoche, New York (2008) y Anomalisa (2015). [15] [16]
- Krzysztof Kieślowski: cineasta polaco, conocido por sus películas de drama psicológico, como la trilogía Tres colores. [17]
- Akira Kurosawa: cineasta japonés, considerado entre los mejores directores de todos los tiempos, que dirigió dramas psicológicos como Yoidore Tenshi (1948) [18] [19] y Vivir  (1952). [20]
- Yorgos Lanthimos: cineasta griego conocido por sus temas sobre el absurdo, la crueldad animal, los comportamientos extraños, el humor negro y las relaciones no correspondidas. [21]
- Tom McCarthy: cineasta y actor estadounidense, conocido por sus películas independientes aclamadas por la crítica The Station Agent (2003) y The Visitor (2007). [22]
- Brillante Mendoza: cineasta filipino, conocido por sus películas independientes de drama psicológico como Masahista (2005) y Cautiva (2012). [23]
- Gaspar Noé: un cineasta argentino de vanguardia, que se caracteriza por un uso atenuado de la narrativa, una cinematografía generalmente agresiva y a menudo ilegible, un material temático conflictivo, un tratamiento del comportamiento sexual como violento en lugar de mutuamente íntimo, y un sentido generalizado de nihilismo social o desesperación, con sus largometrajes polarizadores como Seul contre tous (1998), Irreversible (2002), 8 (2008), Enter the Void (2009) y Vortex (2021). [24] [25] [26] [27]
- Steven Soderbergh: cineasta estadounidense, conocido por sus películas independientes que exploran la condición humana, como su debut aclamado por la crítica Sex, Lies, and Videotape (1989). [28]
- Andrei Tarkovsky: cineasta soviético y ruso, conocido por sus películas filosóficas y psicológicas que tratan sobre la existencia, la fe y los recuerdos oníricos, como Solaris (1972), El espejo (1975) y Stalker (1979). [29]
- Denis Villeneuve: cineasta francocanadiense, conocido principalmente por dirigir películas dramáticas y de ciencia ficción con elementos psicológicos [30] como Maelstrom (2000), [31] Enemy (2013), [32] y La llegada (2016). [33]
- Lars von Trier: un cineasta artístico danés con un examen confrontativo de cuestiones y temas controvertidos como Europa (1991), Riget (1994-2022), Breaking the Waves (1996), Anticristo (2009) y Melancolía (2011). [34] [35] [36]

## Ejemplos notables

### Películas

#### Inicios
El drama psicológico es posiblemente uno de los subgéneros cinematográficos más antiguos y escasos de principios del siglo XX, siendo los primeros ejemplos The Whispering Chorus (1918)   y Avaricia (1924).   Otros ejemplos tempranos de películas de drama psicológico populares de principios y mediados del siglo XX incluyen:
- La vuelta al nido (1938) [41]
- Los mejores años de nuestra vida (1946) [42]
- Muerte de un viajante (1951) [43]
- Belinda (1948) [44]
- A Place in the Sun (1951) [45]
- Nido de víboras (1948) [46]
- Un tranvía llamado Deseo (1951) [47]
- Yoidore Tenshi (1948) [48]

#### Época moderna
- Década de 1960 - Lolita (1962) [49]
- Década de 1970 - Aguirre, la ira de Dios (1972), [50] Alguien voló sobre el nido del cuco (1975), [51] Taxi Driver (1976), [52] Equus (1977) [53]
- Década de 1980: Ordinary People, [54] The Ninth Configuration (ambos de 1980), [55] Pink Floyd - The Wall , [56] [57] Sophie's Choice (ambos de 1982) [58] [59]
- Década de 1990: La lista de Schindler (1993), [60] Criaturas celestiales (1994), [61] [62] Shine (1996), [63] Good Will Hunting (1997), [64] The Truman Show (1998), [65] Eyes Wide Shut, [66] [67] Fight Club (ambos de 1999) [68]
- Década de 2000: Réquiem por un sueño (2000), Las horas (2002), [69] Elefante, [58] [70] Harvie Krumpet (ambos de 2003), [71] [72] Little Children (2006), [58] [73] Funny People, [74] Mary y Max (ambos de 2009) [75] [76]
- Década de 2010: Shame, [77] Sucker Punch (ambos de 2011), [78] It's Such a Beautiful Day, Aparisyon, Jagten (los tres en 2012), [79] [80] Whiplash (2014), [81] [58] All I See Is You (2016) [82]
- Década de 2020 - El padre (2020), [83] El poder del perro (2021) [84] [85] [86]

### Televisión
- The Affair [87]
- Bates Motel [88]
- Beef [89]
- Criminal [90]
- BoJack Horseman: una serie de tragicomedia animada para adultos que representa temas psicológicos más oscuros por su visión realista de la depresión, el trauma, la adicción, el comportamiento autodestructivo, el racismo, el sexismo, la sexualidad y la condición humana . [91]
- The Cry [92]
- El cuento de la criada [93]
- Maníac [94]
- Ray Donovan [95]
- This Is Us [93]
- Yellowjackets [96]

### Juegos de vídeo
- To the Moon (2011): un videojuego independiente considerado un drama psicológico. [97] Se inspiró en la condición del abuelo de Kan Gao [98] y en la película de 2004 Eternal Sunshine of the Spotless Mind .  [99] [100]
- Irracional (2019): un juego basado en una historia de drama psicológico creado en RPG Maker MV. La historia se centra en Lucy, una joven que lucha por vivir con ansiedad generalizada. [101]
- Rainswept (2019): un juego de aventuras y misterio sobre asesinatos sobre una historia emocional ambientada en un mundo de juego inmersivo y atmosférico que trata temas de amor, relaciones y traumas no resueltos. [102]
- Memories Of East Coast (2021): un juego debut de una experiencia de novela visual inmersiva que te lleva a un viaje a través de la memoria, la nostalgia y la culpa. [103]

### Anime y manga
- Una voz silenciosa [104]
- Akagi [105]
- Chicago [106]
- Las flores del mal [107]
- El fruto de Grisaia [108]
- Himizu [109]
- Neón Génesis Evangelion [110]
- Rascal no sueña con la conejita Senpai [111]
- El deseo de la escoria [112] [113]
- La galaxia Tatami [114]
- Bienvenidos a la NHK [115]
- Cuando Marnie estaba allí [116]
- Prioridad del huevo maravilloso [117]
- BanG Dream! Ave Mujica [51]